# Cezary Wołodko
Cezary Wołodko (ur. 28 czerwca 1965 w Gdyni) – prekursor strongmanów w Polsce. Organizator ponad 200 imprez zarówno krajowych jak i zagranicznych. Absolwent AWF Gdańsk, prezes zarządu Sport Vision Sp. z.o.o. Organizator Międzynarodowego Festiwalu Filmów i Programów Sportowych, producent programu Granice Strachu emitowanego na antenie telewizji Polsat.